# Sam Houston Coliseum
Sam Houston Coliseum była halą sportową w Houston w Teksasie. Została otwarta w listopadzie 1937 roku, mogła pomieścić 9,2 tys. ludzi. Wystąpili tu The Beatles (19.08.1965), Jimi Hendrix (19.04.1969, 04.08.1968, 06.06.1970). Hala została zburzona w 1998 roku.